# John Evans (football)
Pour les articles homonymes, voir Evans et John Evans.
John Evans (28 août 1929-6 janvier 2004) était un joueur de football qui a joué pour le Liverpool Football Club entre 1953 et 1957. Il est l'un des cinq joueurs à avoir marqué cinq buts en un match pour le club.